# Milton Keynes Chinese School
Milton Keynes Chinese School is een Chinese school in de Zuid-Engelse stad Milton Keynes. Kinderen van Chinese Britten volgen hier op zondagen onderwijs in de Chinese taal. De school is een non-profitorganisatie en heeft ongeveer tweehonderd leerlingen verspreid over verschillende klassen die variëren door tien tot twintig leerlingen per klas. De meeste leerlingen komen van Buckinghamshire, Hertfordshire, Bedfordshire en Northamptonshire. De school is aangesloten bij de UK Federation of Chinese Schools, British Chinese Forum en de lokale Milton Keynes Raad voor Vrijwilligersorganisatie. Alle mensen die werkzaam zijn bij de school zijn vrijwilligers.
Het onderwijs wordt zowel in Standaardkantonees, als in Standaardmandarijn gegeven. De school heeft geen eigen gebouw en huurt daarom het gebouw van de St Paul's Catholic School van Milton Keynes (aan de 25-27 Holyhead Cr) op zondagen.
Naast onderwijs in Chinese taal zijn er ook klassen waar men Frans, harmonicamuziek, klassieke Chinese muziek en basketbal kan leren.

## Geschiedenis
Milton Keynes Chinese School werd in juli 1988 gesticht doordat Chinees-Britse ouders zich ervoor wilden inzetten dat hun kinderen de eigen taal en cultuur zouden leren kennen. De school had toen vier klassen om kinderen van Chinees-Vietnamese bootvluchtelingen te onderwijzen in het Standaardkantonees en Vietnamees. Twee manden later werden de Kantonese klassen uitgebreid naar vijf klassen. In september 1996 had de school veertien klassen. In 2013 heeft de school twintig klassen.